# Karl Kunisch
Karl Kunisch (né le 16 septembre 1952 à Linz) est un mathématicien autrichien.

## Biographie
Kunisch étudie les mathématiques à l'Université technique de Graz et à l'Université Northwestern d'Evanston, aux États-Unis. Après son doctorat en 1978 à l'Université de technologie de Graz sur le thème des équations différentielles fonctionnelles neutres et de la théorie des semi-groupes, il obtient son habilitation en 1980 à la même université. Au cours des années suivantes, il occupe à plusieurs reprises des postes de professeur invité au Centre Lefschetz pour les systèmes dynamiques de l'Université Brown, aux États-Unis.
De 1986 à 1993, Kunisch occupe un poste de professeur à l'Université de technologie de Graz avant de rejoindre l'Université technique de Berlin. En 1996, il devient professeur d'optimisation et de contrôle optimal à l'Université de Graz, où il prend sa retraite à l'automne 2020. Depuis 2012, il est également directeur scientifique du Johann Radon Institute for Computational and Applied Mathematics (RICAM) à Linz.
Kunisch est l'auteur de plus de 360 publications dans des revues à comité de lecture ainsi que de plusieurs livres. Il est membre du comité de rédaction de plusieurs revues mathématiques, dont le SIAM Journal on Control and Optimization, le SIAM Journal on Numerical Analysis et le Journal of the European Mathematical Society. Entre 2007 et 2018, Kunisch est conférencier du centre de recherche collaborative Mathematical Optimization and Applications in Biomedical Sciences financé par l'Austrian Science Fund. En 2008, il reçoit la médaille Alwin-Walther de l'Université de technologie de Darmstadt. Kunisch est conférencier invité au Congrès international des mathématiciens à Hyderabad, 2010. En 2015, il reçoit une bourse avancée du Conseil européen de la recherche sur le thème From Open to Closed Loop Control. Depuis 2017, il est SIAM Fellow de la Society for Industrial and Applied Mathematics (SIAM). Il reçoit le prix WT et Idalia Reid 2021.